# Сьвенти-Войцех (Любуське воєводство)
Сьвенти-Войцех (пол. Święty Wojciech) — село в Польщі, у гміні М'єндзижеч Мендзижецького повіту Любуського воєводства.
Населення — 634 особи (2011).
У 1975-1998 роках село належало до Гожовського воєводства.

## Демографія
Демографічна структура станом на 31 березня 2011 року:
|          | Загалом | Допрацездатний вік | Працездатний вік | Постпрацездатний вік |
| -------- | ------- | ------------------ | ---------------- | -------------------- |
| Чоловіки | 310     | 72                 | 214              | 24                   |
| Жінки    | 324     | 72                 | 185              | 67                   |
| Разом    | 634     | 144                | 399              | 91                   |